# 出来高
出来高（できだか）は株等が一日、あるいは一週間や一か月に成立した売買の数で、株の場合は株数、先物の場合は枚数で表される。

## 概要
通常、出来高の多いものは、売買が活発に行われている…ということになる。ただし、単元株制度を用いていない株は、出来高が必然と少なくなる。
出来高の少ない株は、証券取引所の規定によって、上場廃止になることがある。

## 株価との関係
株価は、出来高と密接な関係にある。
長い間、出来高が小さかった銘柄が、出来高が大きくなった時は、たいてい株価が急騰している場合が多い。その後、出来高が小さくなる時は、たいてい株価は急落している場合が多い。
出来高をみる指標として、「ボリュームレシオ」がある。